# Oddział Wojewódzki ZOSP RP Województwa Wielkopolskiego w Poznaniu
Oddział Wojewódzki ZOSP RP Województwa Wielkopolskiego im. gen. Stanisława Taczaka w Poznaniu – jeden z oddziałów wojewódzkich Związku Ochotniczych Straży Pożarnych Rzeczypospolitej Polskiej. Tworzy go 110 772 osób (2011). Pod patronatem tego oddziału działają 72 orkiestry, 30 zespół artystycznych, 361 drużyn sportowych. Siedziba znajduje się w Poznaniu przy ulicy Norwida 14. Od 1994 roku oddział posiada osobowość prawną. Od 2005 roku posiada sztandar i nosi nazwę im. gen. Stanisława Taczaka. Oddział nadaje odznakę honorową SEMPER VIGILANT (pol. wiecznie czuwający).

## Władze

### Prezydium Zarządu[6]
Prezes:
- Stefan Mikołajczak

Wiceprezesi:
- Krzysztof Grabowski, Eugeniusz Grzeszczak, Andrzej Kacprzak, Ryszard Kamiński, Grzegorz Marszałek

Sekretarz:
- Edward Kozupa

Skarbnik:
- Andrzej Piaskowski

Członkowie:
- Krzysztof Fojt, Zbigniew Gradecki, Tomasz Krawczyk, Kazimierz Król, Stefan Lubik, Wojciech Mendelak, Dariusz Piechocki, Janusz Skalik, Tadeusz Tomaszewski, Stanisław Wolniczak

### Zarząd wykonawczy Oddziału Wojewódzkiego
Dyrektor
- Andrzej Jankowski

Zastępca dyrektora
- Tomasz Poręba

### Sąd Honorowy[7]
Przewodniczący:
- Andrzej Kuraszkiewicz

Wiceprzewodniczący:
- Wieńczysław Oblizajek, Andrzej Rogoziński

Sekretarz:
- Józef Wajs

Członkowie:
- Grzegorz Borowski, Jan Kozikowski, Marek Mijalski, Antoni Sędłak, Jerzy Solarczyk, Adam Woropaj

### Komisja Rewizyjna[8]
Przewodniczący:
- Henryk Bartoszewski

Wiceprzewodniczący:
- Sebastian Wardęcki, Roman Danielczyk

Sekretarz:
- Roman Robcewicz

Członkowie:
- Ignacy Łosoś, Andrzej Martin, Mirosław Sekura, Marek Straszewski, Dariusz Strugała, Jerzy Szałaga

## Zjazdy
| Zjazd | data             | liczba delegatów | uwagi |
| ----- | ---------------- | ---------------- | --- |
| I     | 2002             |                  | |
| II    | 14 kwietnia 2007 | 32               | |
| III   | 14 kwietnia 2012 | 75               | Przewodniczący zjazdu: Tadeusz Tomaszewski Sekretarze: Julian Tomicki, Leszek Chojnacki Prezydium zjazdu: Tadeusz Tomaszewski, Władysław Koliński, Zygmunt Lubieniecki, Andrzej Michalak, Jacek Mostowy, Jerzy Solarczyk. |